# Шејмус Колман
Шејмус Колман (ир. Séamus Coleman; 11. октобар 1988) професионални је ирски фудбалер који игра на позицији десног бека. Тренутно наступа за Евертон и репрезентацију Републике Ирске.
Прво се бавио ирским фудбалом, а од 2006. је заиграо за Слајго роверсе где је провео три сезоне. Године 2009. је прешао у Евертон.